# I. ČLTK Prague Open 2020
I. ČLTK Prague Open 2020 byl tenisový turnaj pořádaný jako součást mužského okruhu ATP Challenger Tour, který se odehrával na antukových dvorcích tenisového areálu Štvanice. Konal se mezi 17. až 23. srpnem 2020 v české metropoli Praze jako dvacátý ročník kontinuálně hraného turnaje.
Turnaj s rozpočtem 137 560 eur patřil do nejvyšší kategorie Challenger 125. Prvním nasazeným ve dvouhře se stal sedmnáctý tenista světa Stan Wawrinka ze Švýcarska. Jako poslední přímý účastník do singlové soutěže nastoupil 264. hráč žebříčku, Španěl Adrián Menéndez Maceiras.
Původně byl Prague Open plánován ve formátu tradiční smíšené události mužského challengeru a turnaje ženského okruhu ITF v první květnový týden 2020. Po březnovém přerušení sezóny pro pandemii koronaviru však došlo ke zrušení turnaje. Nový challenger byl zařazen do prvního hracího týdne v srpnu obnoveného okruhu mužů. Po ukončení partnerství se společností Advantage Cars Milana Vopičky mladšího z let 2013–2019, je turnaj hrán bez plánovaného nového generálního sponzora. Ve zbylé části probíhající sezóny byly do kalendáře zařazeny další tři české challengery, navazující RPM Open na žižkovských Spojích Praha a poté v Ostravě a Prostějově.
Sedmý challengerový titul z dvouhry, a první od roku 2010, vybojoval 35letý Stan Wawrinka. Čtyřhru ovládli Francouzi Pierre-Hugues Herbert s Arthurem Rinderknechem, pro něž to byla první společná trofej.

## Rozdělení bodů a finančních odměn

### Rozdělení bodů
| Soutěž  | vítězové | finalisté | semifinalisté | čtvrtfinalisté | 16 v kole | 32 v kole | 48 v kole | Q2 | Q1 |
| ------- | -------- | --------- | ------------- | -------------- | --------- | --------- | --------- | -- | -- |
| dvouhra | 125      | 75        | 45            | 25             | 10        | 5         | 0         | 1  | 0  |
| čtyřhra | 125      | 75        | 45            | 25             | 0         | —         | —         | —  | —  |

### Finanční odměny
| Soutěž                              | vítězové | finalisté | semifinalisté | čtvrtfinalisté | 16 v kole | 32 v kole | 48 v kole | Q2  | Q1  |
| ----------------------------------- | -------- | --------- | ------------- | -------------- | --------- | --------- | --------- | --- | --- |
| dvouhra                             | 18 290 € | 10 770 €  | 6 370 €       | 3 710 €        | 2 180 €   | 1 320 €   | 660 €     | 0 € | 0 € |
| čtyřhra                             | 7 870 €  | 4 570 €   | 2 740 €       | 1 630 €        | 920 €     | —         | —         | —   | —   |
| částka ve čtyřhře je uvedena na pár |          |           |               |                |           |           |           |     |     |

## Mužská dvouhra

### Nasazení
| Stát                           | Hráč                  | ATP  | Nasazení |
| ------------------------------ | --------------------- | ---- | -------- |
| Švýcarsko                      | Stan Wawrinka         | 17.  | 1.       |
| Česko                          | Jiří Veselý           | 65.  | 2.       |
| Francie                        | Pierre-Hugues Herbert | 71.  | 3.       |
| Německo                        | Philipp Kohlschreiber | 74.  | 4.       |
| Slovensko                      | Jozef Kovalík         | 122. | 5.       |
| Indie                          | Sumit Nagal           | 127. | 6.       |
| Švýcarsko                      | Henri Laaksonen       | 137. | 7.       |
| Bělorusko                      | Ilja Ivaška           | 138. | 8.       |
| Slovinsko                      | Blaž Rola             | 141. | 9.       |
| Německo                        | Yannick Maden         | 149. | 10.      |
| Belgie                         | Kimmer Coppejans      | 154. | 11.      |
| Slovensko                      | Martin Kližan         | 159. | 12.      |
| Francie                        | Arthur Rinderknech    | 161. | 13.      |
| Lotyšsko                       | Ernests Gulbis        | 162. | 14.      |
| Rakousko                       | Sebastian Ofner       | 163. | 15.      |
| Kanada                         | Steven Diez           | 165. | 16.      |
| Žebříček ATP k 16. březnu 2020 |                       |      |          |

### Jiné formy účasti
Následující hráči obdrželi divokou kartu do hlavní soutěže:
- Jonáš Forejtek
- Jiří Lehečka
- Andrew Paulson
- Michael Vrbenský
- Stan Wawrinka

Následující hráči nastoupili do hlavní soutěže pod žebříčkovou ochranou:
- Arthur De Greef
- Andrej Kuzněcov

Následující hráči postoupili z kvalifikace:
- Petr Nouza[5]
- Jan Šátral[5]

### Skrečování
- Jay Clarke

## Mužská čtyřhra

### Nasazení
| Stát                                                                                     | Hráč            | Stát        | Hráč             | ATP  | Nasazení |
| ---------------------------------------------------------------------------------------- | --------------- | ----------- | ---------------- | ---- | -------- |
| Nizozemsko                                                                               | Robin Haase     | Indie       | Divij Šaran      | 89.  | 1.       |
| Argentina                                                                                | Andrés Molteni  | Monako      | Hugo Nys         | 134. | 2.       |
| Nový Zéland                                                                              | Artem Sitak     | Slovensko   | Igor Zelenay     | 143. | 3.       |
| Švédsko                                                                                  | André Göransson | Portugalsko | Gonçalo Oliveira | 165. | 4.       |
| Žebříček ATP ke 16. březnu 2020; číslo je součtem žebříčkového postavení obou členů páru |                 |             |                  |      |          |

### Jiné formy účasti
Následující páry obdržely divokou kartu do hlavní soutěže:
- Jonáš Forejtek /  Michael Vrbenský
- Jiří Lehečka /  Tomáš Macháč
- Zdeněk Kolář /  Lukáš Rosol

## Přehled finále

### Mužská dvouhra
- Stan Wawrinka vs.  Aslan Karacev, 7–6(7–2), 6–4

### Mužská čtyřhra
- Pierre-Hugues Herbert /  Arthur Rinderknech vs.  Zdeněk Kolář /  Lukáš Rosol, 6–3, 6–4